# Porto Walter

Localisation de Porto Walter

Porto Walter est une ville brésilienne de l'ouest de l'État de l'Acre. Sa population était estimée à 5 189 habitants en 2006. La municipalité s'étend sur 6 136 km2.

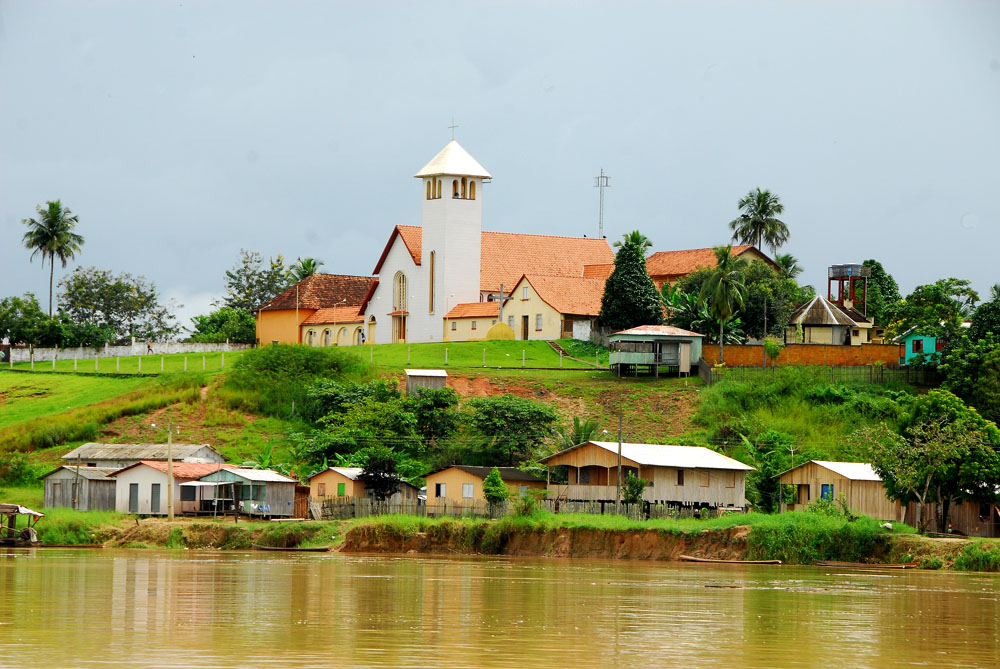

## Maires
| Période | Période | Identité                 | Étiquette | Qualité |
| ------- | ------- | ------------------------ | --------- | ------- |
| 2005    | 2012    | Neuzari Correia Pinheiro | PT        |         |